# Тупи-Паулиста
Тупи-Паулиста (порт. Tupi Paulista)  —  муниципалитет в Бразилии, входит в штат Сан-Паулу. Составная часть мезорегиона Президенти-Пруденти. Входит в экономико-статистический микрорегион Драсена. Население составляет 12 725 человек на 2006 год. Занимает площадь 244,770 км². Плотность населения — 52,0 чел./км².
Праздник города —  28 августа.

## История
Город основан 28 августа 1941 года.

## Статистика
- Валовой внутренний продукт на 2003 составляет 74.314.445,00 реалов (данные: Бразильский институт географии и статистики).
- Валовой внутренний продукт на душу населения на 2003 составляет 5.724,42 реалов (данные: Бразильский институт географии и статистики).
- Индекс развития человеческого потенциала на 2000 составляет 0,792 (данные: Программа развития ООН).

## География
Климат местности: субтропический. В соответствии с классификацией Кёппена, климат относится к категории Cfa.